# Громниці (Логойський район)
Громниці (біл. вёска Громніцы) — село в складі Логойського району Мінської області, Білорусь. Село підпорядковане Гайнинській сільській раді і розташоване в північній частині області.